# 绥化地区
绥化地区是中国黑龙江省已经撤销的一个地区，为今天的绥化市。

## 历史沿革
- 1949年后，绥化市分属黑龙江省和松江省。1954年后属两省合并后的黑龙江省。
- 1956年3月5日，经中国国务院批准，设绥化专区，辖绥化、北安、海伦、德都、铁力、绥棱、庆安、呼兰、巴彦、兰西、望奎、通河、木兰13县，专员公署驻绥化县。青冈、安达、明水归嫩江专员公署管辖，肇东归省直辖。
- 1958年8月，中国国务院决定撤销绥化专员公署，成立松花江专员公署，专员公署驻哈尔滨市，辖1市13县，即：伊春市、绥化、巴彦、双城、五常、肇州、肇源、木兰、通河、望奎、兰西、绥棱、海伦、庆安县。
- 1963年12月，伊春市从松花江专区划出。
- 1965年6月，中国国务院决定重新成立松花江专员公署，原松花江公署改为绥化专员公署，绥化专员公署驻绥化县，辖肇东、肇州、肇源、安达、绥化、海伦、望奎、兰西、明水、青冈、庆安、绥棱、铁力13县。
- 1967年3月成立绥化地区革命委员会，1979年2月撤销，设置绥化地区行政公署，辖绥化、肇东、安达、海伦、肇州、明水、望奎、庆安、绥棱、兰西、肇源、青冈12县。
- 经中国国务院批准，1982年12月，绥化县撤县设县级绥化市；1984年11月，安达县撤县设县级安达市；1986年9月，肇东县撤县设县级肇东市；1989年12月，海伦县撤县设县级海伦市。1992年12月，肇州、肇源两县划归大庆市。
- 1999年12月，经中国国务院批准，撤绥化地区，设地级绥化市，撤县级绥化市，设县级北林区。
- 2000年6月14日，绥化市委、市人大、市政府、市政协、市纪检委举行了撤地设市揭牌仪式。全市现辖1区、3市、6县，70个镇、90个乡、6个街道办事处。